# Gazele
Gazele, cikel sedmih pesmi istoimenske pesniške oblike, je France Prešeren napisal v drugi polovici leta 1832 in jih v posebni prilogi časopisa Illyrisches Blatt objavil leta 1833. Cikel je slavospev in nagovor izvoljenki, v kateri želi zanetiti ljubezensko čustvo. Za gazele je značilen preplet poetološke in ljubezenske teme, upesnjene pa so po zgledu petrarkistične in baročne slogovne kulture.

## Okoliščine nastanka
Prešernova odločitev za obliko orientalske gazele ni bila naključna, saj je veljala za eno najbolj reprezentativnih pesniških oblik evropske romantike, kot artistično zahtevna in ugledna pa je predstavljala tudi preizkušnjo za kultiviranje slovenskega jezika (Paternu 1977: 212). Matija Čop, Prešernov prijatelj in svetovalec, je obliko dobro poznal in je Prešernu podal natančna teoretična in zgodovinska pojasnila. Prešeren je od Ljubezenskih sonetov erotično izpoved upesnjeval pretežno v petrarkističnem stilnem tipu, a se je od njega dostikrat tudi distanciral in ga dopolnil še z drugimi stilnimi prvinami (npr. folklornimi). Gazelski tip lirike nadaljevanja te smeri ni izključeval. Vzrok za izbiro gazelske oblike je po eni strani artističen – Prešeren si je želel zahtevnejšega dosežka v slovenskem pesniškem jeziku, s psihološke strani pa je odločitev za to obliko najbrž podprlo novo ljubezensko doživljanje (Paternu 1977: 227). Ljubezen je namreč postala pesnikov najvišji ideal, smisel njegovega življenja in poezije (Žigon 1914: 61). V gazelah se zato tudi opazno začenja interakcija treh bistvenih jeder Prešernovega pesništva: bivanjske, ljubezenske in poetološke teme (Kos 1996: 134). Zunanjo pobudo pa je moč najti v nemškem pesniku Franzu Hermannu von Hermannsthalu, ki je leta 1830 izdal prvo pesniško zbirko Gedichte (Pesnitve), v kateri je mnogo gazel, in že naslednje leto prišel v Ljubljano za uradnika. Tu se je seznanil s Čopovim krogom in se zbližal z Jakobom Zupanom, ki je celo poslovenil njegovih dvanajst Gazel prijatelju. (Slodnjak 1974: 83)

## Vsebina
Prva gazela, Pesem moja je posóda tvojega imena, napove, kaj je cilj pričujočega cikla, in sicer ponesti ime ljubljene in slavo o njeni lepoti čez domači in tuji svet, jo rešiti iz minljive sedanjosti v večnost. 
Druga gazela, Očí sem večkrat prášal, ali smem, odpre problem izpovedovalčeve ljubezenske negotovosti: izvoljenka se namreč z njim hkrati spogleduje in ga ignorira, mestoma je prijazna, spet drugič prevzetna. 
Tretja gazela, Žalostna komú neznana je resnica, de jo ljubim, sporoča, da že vsa narava, tako živa kot neživa, ve, da jo pesnik ljubi, samo ona ne (oziroma tega noče verjeti).
V četrti gazeli, Draga! Vem, kakó pri tebi me opravljajo ženice, Prešeren komentira ogovarjanje dekletove okolice, ki pri izvoljenki spodbuja nezaupanje vanj. Res je, da je ljubil že prej, a odkar pozna njo, ima oči samo še zanjo.
V peti gazeli, Med otróki si igrala, draga, Lani, – čas hiti, je v ospredju dekletova lepota in misel na njeno minljivost. Izvoljenko svari, naj ne izbira predolgo, saj bo njena lepota sicer izvenela in bo ostala sama.
Šesta gazela,  Al̓ bo kal pognalo seme, kdor ga seje, sam ne ve, izraža dvom, ali bo pričujoča ljubezenska poslanica v izvoljenki zanetila iskrico ljubezni, po kateri pesnik hrepeni.
V sedmi gazeli, Kdor jih bere, vsak drugače pesmi moje sodi, nas Prešeren seznani z natančnim razmišljanjem o bralcih svoje poezije in z upoštevanjem glavne bralke novega cikla. Naravnost pove, da je z gazelami želel ustreči okusu svoje izvoljenke.

## Vrstna oznaka
Gazela je pesemska oblika orientalskega izvora (iz arab. »ghasal«: pletivo, preja ali pogovor fantov in deklet v smislu dvorjenja). Gazela ima lahko od 5 do 10, največ 15 dvostišij. Ponovita ali rimata se najprej prva dva verza, nato pa vsak drug verz, in sicer na začetku, koncu ali v sredini. Ponavljanje se tako »plete« čez vso pesem (Paternu 1977: 213):
 

Pesem moja je posoda tvojega imena,

mojega srca gospóda, tvojega imena;

v nji bom med slovenske brate sladki glas zanesel

od zahoda do izhóda tvojega imena,

na posodi v zlatih črkah slava se bo brala

od naróda do naróda tvojega imena;

'z nje svetloba bo gorela še takrat, ko bova

únstran Haronovega bróda, tvojega imena.

Bolj ko Delije, Korine, Cintije al Lavre

bi bilo pozábit škoda tvojega imena.

Njena vsebina je lahko slavospev, ljubezen ali moralni pouk. Mojster perzijske gazele, kjer se je ta zvrst tudi najbolj razvila, je bil Hafis, ki je pesnil v 14. stoletju. 

## Interpretacija
Prva objava gazel je imela na začetku izrek iz ljudske pesmi: Ljubezen je bila, ljubezen še bó, ko tebe in mene, na sveti ne bó. Moto je imel dvojni namen: po eni strani je pomenil ugovor preganjalcem ljubezenske poezije. Kot takšnega ga je dojel tudi Čop, zato ga je pred objavo v četrtem zvezku Kranjske čbelice iz varnostnih razlogov črtal. Z druge, bolj notranje strani, pa je pomenil novo razsežnost Prešernovega življenjskega nazora. Ljubezen je namreč postala smisel njegovega življenja in poezije. (Paternu 1977: 213)
Motu sledi prva gazela, ki pomeni uvodni ljubezenski nagovor izvoljenki in bi jo lahko imenovali kar posvetilna gazela (Paternu 1977: 214). Njen temeljni motiv je pesnikova ljubezenska predanost in čaščenje izvoljenke, opazen pa je tudi tisti del motivnega sklopa, kjer Prešeren pripoveduje o poeziji in njenem posebnem mestu, ki ga zavzema v ljubezni in čaščenju. Pesem je namreč nosilka njegovih čustev, z njeno pomočjo bo dekletovo slavo zanesel med rojake in tujce onkraj minljivosti. Prešeren primerja svojo izvoljenko z znamenitimi opevankami Tibula, Ovida, Properca in Petrarke (Delija, Korina, Cintija, Lavra) zato, da jo povzdigne nadnje. Posvetilno gazelo je Prešeren dovršeno oblikoval. Poleg zunanjega dvobesednega refrena (»tvojega imena«), ki se ponavlja na vseh obvezno rimanih mestih (aa/ba/ca/da …), obstaja še notranja rima grafično posebej zaznamovanih besed (»posoda«, »gospoda« …) Metaforiko črpa iz različnih literarnih tokov,  začenši pri antiki pa vse do klasicizma. Osrednjo podobo »zlatih črk« kot večne, neminljive poezije, je mogoče vezati na Petrarkove Rime (93.), lahko pa tudi na Guarinijevo pastirsko igro Zvesti pastir ali na antiko. Del simbolike pa kaže tudi sledove svetopisemskega izrazja. Apostol Pavel je namreč označen kot posoda božjega imena (»izvoljena posoda«), kot oseba, ki je med narode ponesel Jezusovo ime. Prešernova gazela je torej sredstvo, s katerim želi pesnik zanesti ljubičino ime med Slovence. Slog uvodne gazele je slovesen, privzdignjen, zato je odmik od domačega izrazja opazen. Verz je 14-zložni trohej.
Druga gazela, ki jo lahko imenujemo gazela negotovosti, predstavlja sestop s položaja visoke pesniške službe in posvetilne drže. Prejšnja vizija je bila naravnana v prihodnost (raba prihodnjika) in večnost njune ljubezni, zdajšnja pa je obrnjena v neposredno ljubezensko sedanjost. V odnos do izvoljenke vključi opazovanje, razmišljanje in dvom, od nje terja jasen odgovor. Ta izstop iz mitiziranega, petrarkističnega čaščenja spremeni motiviko, slog in obliko gazele. Opazno se spremeni že sama opevanka – prej posvečeno ime, ki ga ne želi niti izreči, celo »gospod« njegovega srca in poezije, zdaj meščanska deklica, ki sprenevedavo niha med prijaznostjo in prevzetnostjo (Paternu 1977: 218). Menja se tudi jezik – prej vzvišen, govorniški, domala litanijski slog, tu pa občutno znižanje sloga v preprost nagovorni ton. Prešeren pri označevanju dekleta uporabi tudi nekaj hudomušno zafrkljivega slenga (»prevzetno vihaš nos, ko mimo grem«), ki je stilno nasprotje uvodni gazeli. Verz je 10 in 11-zložni jamb. 
Tretja gazela je gazela trpljenja in je spet upesnjena v privzdignjenem tonu in slogu. Besedilo temelji na dveh motivih. Prvi je motiv popolne ljubezenske predanosti. Nadaljuje ga iz uvodne gazele, vendar je zdaj dopolnjen z motivom trpljenja. V zadnjem dvostišju pa mu sledi novo in bistveno motivno dopolnilo: dekletova neodzivnost. Vsi vedo in vsem stvarem je znano, da jo ljubi, samo ona, ki ji ljubezen velja, ne ve, morda celo ne želi verjeti (Paternu 1977: 219). Verz ima 16 zlogov, ritem je znova trohej. Tudi rima se podobno kot v prvi gazeli razširi na cel refren in zraven na notranjo rimo (»resnica«, »govorica« …). Enoto »de jo ljubim« Prešeren postavi na najbolj poudarjeno stavčno in fonično mesto, torej na sam konec verza. Toda stiliziranje ni prisotno samo v notranji zgradbi stavkov, temveč tudi v njihovi medsebojni povezanosti. Povedna enota »ve že« teče tako rekoč skozi celotno besedilo in se z variantnimi osebki (noč-zarja-jutro-poldne-hlad večera, ki se tudi stopnjujejo) ponovi kar desetkrat. Prešeren je zgled najverjetneje našel pri Petrarki – tudi pri njem najdemo podobno ponavljanje, naštevanje prič pesnikove ljubezni (tako na primer v 162. sonetu Kanconiera: cvetovi, trave, obala, drevesa itd.) (Paternu 1977: 220). Ljubezen in njen izraz torej ostajata privzdignjena, vendar nista več abstraktna kot v uvodni gazeli. Oboje je namreč postavljeno v resničen, predmetno določen prostor in v razviden čas. Tudi nagovarjanje je dokaj domače in konkretno, zato bi lahko rekli, da v tretji gazeli prihaja do združitve »visokega, petrarkističnega izražanja« in »nižjega« stila. Verz je 16-zložni trohej.
Četrto bi lahko imenovali gazela zagovora. V njej Prešeren komentira dekletovo okolico, ki jo prikaže kot sliko ljubljanskih meščanskih opravljivk pri obiranju pesnikovih ljubezenskih zgodb. Obrekljivk ne jemlje resno, njihovo opravljanje obrne v svoj prid, v novo možnost dvorjenja izvoljenki. Obsojenost mu namreč daje možnost spovedi, ki jo naplete tako, da svojo krivdo obrne v dekletovo krivdo, ki pa je čednost: samo ona, sonce lepot, je kriva, da je ni ugledal že prej in da je taval za drugimi, samo približnimi lepotami (Paternu 1977: 222). Izvoljenka je prikazana kot roža med cvetkami, kot slavec med pticami in kot kraljica med lepotami, kar je zopet sled petrarkizma. Verz je 16-zložni trohej, prav tolikšno je tudi število vrstic. Nagovorni ton je ponovno preprostejši, slovar poenostavljen, gazela pa je omejena na sklepno dvozložno rimo brez refrena.  
Peta gazela je gazela svarjenja. Nadaljuje lahkotni in dvorljivi ton iz prejšnje pesmi, vendar prinaša vanj dodaten motiv: svarilo o nagli minljivosti dekliške lepote, ki obenem pomeni opozicijo popolni zagledanosti v dekletove čare. V sam refren, torej v najbolj izpostavljen del besedila, je Prešeren vložil misel, ki zrelativizira moč ženske lepote: »čas hiti«. Kozmična metafora »zvezda« v tropu satelitev ali primera o nepremagljivem kartažanskem vojskovodji Hanibalu, ki je najbolj povzdignila moč dekletove lepote, ter hiperbola o pogledu, ki zadaja usodne rane, spadajo še k petrarkizmu, medtem ko opisne oznake, kot je »deklica prevzetna«, ki kot leto se začenja »staratʼ že v srpani«, in pevec, ki ceni sebe in svoje ustvarjalne moči, že nakazujejo odmik od te pesniške manire. Kot oddaljitev od petrarkizma bi lahko razumeli tudi sklep pesmi z mislijo, da bo le poezija dala njeni lepoti večnost (Paternu 1977: 222). Gazela ima zopet sklepni pripev (»čas hiti«) in notranjo rimo.
Najvidnejša značilnost šeste gazele je, da se v njej upesnjeno ljubezensko čustvo zresni, in sicer mnogo bolj kot v tretji gazeli. Glavna tema je tokrat dvom, ki je s povedno enoto »sam ne ve« postavljen za refren besedila. Iz ideje dvoma raste tudi vsa metafrorika, ki izhaja iz najrazličnejših področij človekovega dela: za izid svojega dela ne ve ne tisti, ki seje, ne tisti, ki pase, ne tisti, ki kupuje in prodaja, in ne tisti, ki se bojuje, pa tudi on ne, ki piše pesmi (Paternu 1977: 224). Kljub vsemu pa se motivu dvoma pridruži tudi up. Slednji je izražen z mislijo, da bi njena naklonjenost lahko prižgala ustvarjalni ogenj njegove poezije, in s pričakovanjem, da pričujoče ljubezensko razodetje ne bo zadnje. Prešeren ne razmišlja več samo o ljubezni, svoji ali njeni, temveč o tem, ali ona njegove pesmi bere ali ne. Gazela ima refren (»sam ne ve«) in notranjo rimo (»seje«, »veje«,  »prireje« itd.), slovar je nekoliko podomačen – Prešeren primerjave najprej jemlje iz navadnega kmečkega življenja in dela, nato iz meščanskega in vojaškega in nazadnje iz pesnikovega. Odmik od antičnih in klasicističnih mitemov je torej očiten. Verz je 15-zložni trohej.
Zadnja, sedma gazela kot glavno temo izpostavlja poezijo. Ta literarni epilog se obrača na bralce, ki ob njegovi poeziji izrekajo pomisleke ter obsodbe. Posebnost je, da odgovarja vsem kritikom hkrati, »razuzdancem« in »tercijalkam«. Kljub kritikom ostaja pri svojem, natančneje, pri njenem okusu, s čimer tudi utemeljuje izbiro »prijetnega glasu gazelic«. Gazela je torej posvetilni sklepni poklon izvoljenki in njenemu okusu, s tem pa vključena v ljubezensko dvorjenje, ki je tudi vodilni motiv cikla (Paternu 1977: 225). Sedma gazela glede na prejšnjo spet pomeni oddaljitev od visokega ljubezenskega izraza, izražanje je namreč manj razkošno, spet ostaja brez refrena in notranje rime. Slog se mestoma spusti do vsakdanje govorice njegovih kritikov (»fej te bódi«, »kaj za Vodnikom ne hódi«, »jih je vdihnil zlodi«). Tudi sam odgovarja z zelo poljudno frazo: »nisem prašal, kaj se jim po glavi blódi«. V primerjavi z uvodno gazelo, kjer je slog skrajno svečan in govorniški, je sklepno posvetilo povedano mnogo bolj pogovorno, čeprav še vedno toliko umetelno, da ne izstopa iz siceršnjega uglajenega tona gazel. (Paternu 1977: 226) Verz je enak verzu prve gazele, torej 14-zložni trohej.